# Защищая Джейкоба
«Защища́я Дже́йкоба» (англ. Defending Jacob) — американский мини-сериал в жанре криминальной драмы, основанный на одноимённом романе Уильяма Лэндея и спродюсированный сервисом потокового вещания Apple TV+. Проект был разработан сценаристом Марком Бомбэком и режиссёром Мортеном Тильдумом. Главные роли исполнили Крис Эванс, Мишель Докери, Джейден Мартелл, Черри Джонс, Пабло Шрайбер, Бетти Гэбриел, Пурна Джаганнатан, Сакина Джаффри и Дж. К. Симмонс. Премьера первых трёх эпизодов мини-сериала состоялась 24 апреля 2020 года. Финальная серия вышла 29 мая.
Телесериал получил преимущественно положительные отзывы от критиков, которые похвалили неоднозначность, эмоциональность и актёрскую игру Криса Эванса, Мишель Докери и Джейдена Мартелла, но эксперты раскритиковали затянутость сериала и концовку.

## Сюжет
Американская семья неожиданно для себя оказывается в центре общественного внимания после того, как их 14-летнего сына обвиняют в убийстве одноклассника.

## Актёрский состав

### В главных ролях
| Актёр           | Роль                  |
| --------------- | --------------------- |
| Крис Эванс      | Энди Барбер           |
| Мишель Докери   | Лори Барбер           |
| Джейден Мартелл | Джейкоб Барбер        |
| Черри Джонс     | адвокат Джоанна Кляйн |
| Пабло Шрайбер   | прокурор Нил Лоджудис |
| Бетти Гэбриел   | Паула Даффи           |
| Сакина Джаффри  | Линн Кенаван          |

### Роли второго плана
| Актёр                | Роль                    |
| -------------------- | ----------------------- |
| Дэниэл Хеншэлл       | Леонард Патц            |
| Бен Тейлор           | Дерек Ю                 |
| Джордан Алекса Дэвис | Сара Грол               |
| Дж. К. Симмонс       | Билли Барбер отец Энди  |
| Пурна Джаганнатан    | доктор Элизабет Вогель  |
| Меган Бирн           | Джоан Рифкин            |
| Патрик Фишлер        | Дэн Рифкин              |
| Лиам Килбрет         | Бен Рифкин              |
| Тамара Хикки         | Тоби подруга Лори       |
| Хейл Литл            | Мэтт МакГрат            |
| Тереза Плен          | Лита МакГрат            |
| Уильям Ксифарас      | отец Джеймс О'Лири      |
| Шон Фицгиббон        | детектив Питерсон       |
| Дэрил Эдвардс        | судья Френч             |
| Мира Лукреция Тейлор | судья Ривера            |
| Шерил МакМахон       | Миссис Мандел репетитор |

## Список серий
| № | Название                                        | Режиссёр       | Автор сценария | Дата премьеры  |
| --- | ----------------------------------------------- | -------------- | -------------- | -------------- |
| 1 | «Пилотная серия» «Pilot»                        | Мортен Тильдум | Марк Бомбэк    | 24 апреля 2020 |
| Энди Барбер — уважаемый помощник окружного прокурора в Ньютоне, штат Массачусетс, который живёт обычной жизнью со своей женой Лори и 14-летним сыном Джейкобом. Энди поручено вести дело об убийстве Бена Рифкина, одноклассника Джейкоба, которого нашли зарезанным в парке рядом со школой. Несмотря на опасения окружного прокурора Линн Кенаван и коллеги Энди Нила Лоджудиса, что отношения Энди с родителями и учениками в школе вызовут конфликт интересов, Энди настаивает на возбуждении уголовного дела. Энди и детектив Паула Даффи опрашивают учеников в школе, но не могут определить мотив убийства. При разговоре с родителями Джейкоб говорит о том, что Бен был ему неприятен, а позже выражает Энди разочарование из-за преувеличенного ложного сочувствия его одноклассников по поводу смерти Бена. Даффи обнаруживает предполагаемого подозреваемого, Леонарда Патца, педофила, осуждённого за сексуальные домогательства, но Энди советуют не привлекать его, пока они не найдут веские доказательства. В тот же вечер Энди обнаруживает несколько интернет-постов, полных сочувствия и скорби к Бену, и натыкается на ряд комментариев, в том числе и от друга Джейкоба Дерека, обвиняющего Джейкоба в убийстве Бена. Встревоженный Энди обыскивает комнату Джейкоба и находит в одном из ящиков стола нож, соответствующий орудию убийства. |                                                 |                |                |                |
| 2 | «Всё круто» «Everything Is Cool»                | Мортен Тильдум | Марк Бомбэк    | 24 апреля 2020 |
| Энди и Лори пытаются поговорить с Джейкобом по поводу ножа и интернет-постов. Джейкоб настаивает на том, что он никогда не использовал нож и что комментарии бессмысленны. Энди, тем не менее, решает избавиться от ножа и выбрасывает его в один из мусорных баков подальше от дома. Леонарда Патца вызывают на допрос, но детективы не могут привести веские доказательства для его ареста, и его освобождают. В школе одноклассница Джейкоба Сара сообщает ему, что Дерек распространяет сведения о связи Джейкоба с убийством Бена. По дороге домой Джейкоб замечает полицейских возле дома и, запаниковав, убегает. Тем временем, Энди отстраняют от дела. Прокурор Линн Кенаван говорит Энди, что единственный отпечаток пальца, который был найден на теле Бена, принадлежит Джейкобу — теперь он главный подозреваемый. Нила назначают следователем по этому делу. Полиция получает ордер и проводит обыск дома Барберов. Поздно вечером Джейкоба находят на одной из детских площадок, и его забирают в участок. Он настаивает на своей невиновности, говоря, что нашёл тело Бена утром по дороге в школу и никому не сказал, так как боялся, что его обвинят в убийстве. Джейкобу приходится провести ночь в тюрьме перед предъявлением обвинения. Энди и Лори верят в невиновность сына, а по всему городу расходится новость об аресте Джейкоба. В закусочной Леонард Патц просматривает галерею на своём телефоне, заполненную фотографиями Бена Рифкина, а затем удаляет их. |                                                 |                |                |                |
| 3 | «Каменные лица» «Poker Faces»                   | Мортен Тильдум | Марк Бомбэк    | 24 апреля 2020 |
| Энди и Лори нанимают Джоанну Кляйн, подругу Энди и опытного адвоката, для защиты интересов Джейкоба, и Джейкобу разрешают вернуться домой под залог. Энди и Лори ограничивают доступ Джейкоба к социальным сетям, чтобы изолировать его от публикаций, связанных с его арестом. Воспоминания о детстве всё сильнее терзают Энди и он рассказывает Лори, что его отец, которого он якобы никогда не видел, отбывает наказание за изнасилование и убийство. Лори становится всё труднее справляться с эмоциональными переживаниями: её отправляют домой во временный отпуск с должности директора детского дома, на гараже около дома появляются угрожающие граффити, а её лучшая подруга заявляет, что не хочет с ней видеться. Энди настаивает на причастности Леонарда Патца к убийству и убеждает Даффи отправить ему досье Патца. Джоанна посылает Лори и Энди к доктору Элизабет Вогель, психиатру-биологу, специализирующейся на особенностях «генетического поведения»: необходимо выяснить, мог ли Джейкобу от его деда передастся «ген убийцы». На приёме Энди рассказывает, что помнит Джейкоба как «обычного ребёнка с обычными проблемами», а Лори вспоминает, что Джейкоб был достаточно трудным в воспитании и часто агрессивным. Энди огорчён словами Лори, но она настаивает, что не сомневается в невиновности Джейкоба. Тем временем, Сара звонит детективу Даффи и говорит, что у неё есть информация об убийстве Бена. |                                                 |                |                |                |
| 4 | «Контроль разрушений» «Damage Control»          | Мортен Тильдум | Марк Бомбэк    | 30 апреля 2020 |
| Энди, Лори и Джейкоб начинают работать с Джоанной для того, чтобы сформулировать стратегию защиты, но Джоанна быстро находит несостыковки в версии событий Джейкоба и предупреждает Энди о том, что они должны чётко проверить все факты до суда. Энди, полный решимости доказать невиновность сына, приходит домой к Мэтту, подростку, который обвинил Леонарда Патца в сексуальных домогательствах в библиотеке. Энди пытается допросить Мэтта, но разговор превращается в открытый конфликт, и Энди понимает, что парень что-то скрывает. Позже Энди следит за Патцем и находит адрес его квартиры. Дома Энди радуется тому, что Сара приходит навестить Джейкоба; позже тем же вечером Джейкоб говорит отцу, что Сара считает, что Дерек убил Бена. Джейкоб, несмотря на запрет родителей, создает секретный аккаунт в Instagram. Между тем, Лори всё меньше может контролировать свои эмоции: она приезжает на праздник весны в детском доме, говоря Энди, что идёт на ужин с другом. В закусочной, куда Лори заезжает по пути домой, к ней подходит дружелюбная женщина и начинает мило беседовать с Лори; когда Лори понимает, что перед ней репортёр газеты «Бостон Глоуб», она убегает из закусочной в панике и решает не рассказывать Энди о случившемся. Доктор Вогель проводит многочисленные тесты для определения любых психопатических отклонений в поведении Джейкоба и берёт образец ДНК у Энди. Доктор Вогель указывает на то, что также необходим образец ДНК от отца Энди и что она уже пыталась получить тест, но Билли Барбер соглашается на процедуру только, если сам Энди приедет к нему. Энди, несмотря на гнев и страх перед отцом, соглашается. |                                                 |                |                |                |
| 5 | «Посетители» «Visitors»                         | Мортен Тильдум | Марк Бомбэк    | 8 мая 2020     |
| Энди приезжает к отцу за образцом ДНК, а затем узнаёт пугающие факты о Джейкобе от Дерека и Сары. |                                                 |                |                |                |
| 6 | «Желаемое за действительное» «Wishful Thinking» | Мортен Тильдум | Марк Бомбэк    | 15 мая 2020    |
| Энди и Джоанна хватаются за две последние возможности до суда доказать невиновность Джейкоба. |                                                 |                |                |                |
| 7 | «Работа» «Job»                                  | Мортен Тильдум | Марк Бомбэк    | 22 мая 2020    |
| На суде раскрывается, что Джейкоб увлекается просмотром жестокой порнографии. Как оказывается, после убийства Бена Джейкоб опубликовал на одном сайте рассказ, в котором воплотил свои фантазии, связанные с убийством Бена. В день суда Леонард Патц пишет предсмертную записку, в которой признаётся в убийстве. |                                                 |                |                |                |
| 8 | «После» «After»                                 | Мортен Тильдум | Марк Бомбэк    | 29 мая 2020    |
| Следователи подтверждают, что Патц покончил жизнь самоубийством и оставил записку. Джейкоб оправдан, однако, Энди подозревает, что со внезапным признанием и смертью Патца может быть связан его отец и тот водитель «Линкольна» О'Лири. Лори, несмотря на исход суда, всё более убеждается в том, что Джейкоб убил Бена. Она пытается заставить Джейкоба признать вину во время их поездки на машине: Лори намеренно врезается в тоннель. Из-за аварии Джейкоб впадает в кому, а Лори получает серьёзные травмы. Несмотря на произошедшее, благодаря усилиям Энди суд присяжных соглашается с тем, что авария стала несчастным случаем. |                                                 |                |                |                |

## Отзывы
На агрегаторе Rotten Tomatoes «рейтинг свежести» проекта составляет 73 % на основе 60 отзывов критиков со средней оценкой 6,68/10. Консенсус экспертов гласит: «Несмотря на выдающуюся актёрскую игру Мишель Докери и Криса Эванса, сериал „Защищая Джейкоба“ слишком сильно растягивает сюжет романа, подрывая сильное эмоциональное напряжение слишком большим количеством мелодраматических отступлений».
На сайте Metacritic сериал получил средневзвешенную оценку 61/100 на основе 23 рецензий критиков, что означает «преимущественно положительные отзывы».